# Pöhl
Pöhl  est une commune de Saxe (Allemagne), située dans l'arrondissement du Vogtland, dans le district de Chemnitz.

## Histoire
Le village d'origine de Pöhl, qui est abandonné en raison de la construction du barrage de Pöhl, est mentionné pour la première fois en 1288. Le frère Nicolaus de l'Ordre de Pöhl est mentionné dans un acte de donation pour la maison de l'Ordre Teutonique à Plauen en tant que "frater Nicolaus des Bele". Depuis 1292, un manoir se trouve dans le village et appartient probablement à l'Ordre. Plus tard, il appartient à la famille Peler jusqu'au début du XVe siècle. Une église est mentionnée pour la première fois à Pöhl en 1333. Depuis 1419, il y a deux manoirs dans le village, dont celui du bas appartient à Friedrich von Kospode (de), celui du haut à Volkel et Hans Roeder. Après avoir acheté le domaine inférieur de Siegmund von Dölau (de) en 1581, la famille von Roeder fonde le domaine de Pöhl en réunissant les deux manoirs. Le village de Pöhl ne fait que partiellement partie de la seigneurie du domaine de Pöhl, les autres parts appartenant aux domaines de Helmsgrün et de Liebau (de). La propriété familiale des von Roeder passe à la famille von Bodenhausen de Brandis en 1809, à la suite de l'extinction de la lignée masculine et par mariage. En 1907, le château, construit en 1550, est transformé dans le style néo-Renaissance.

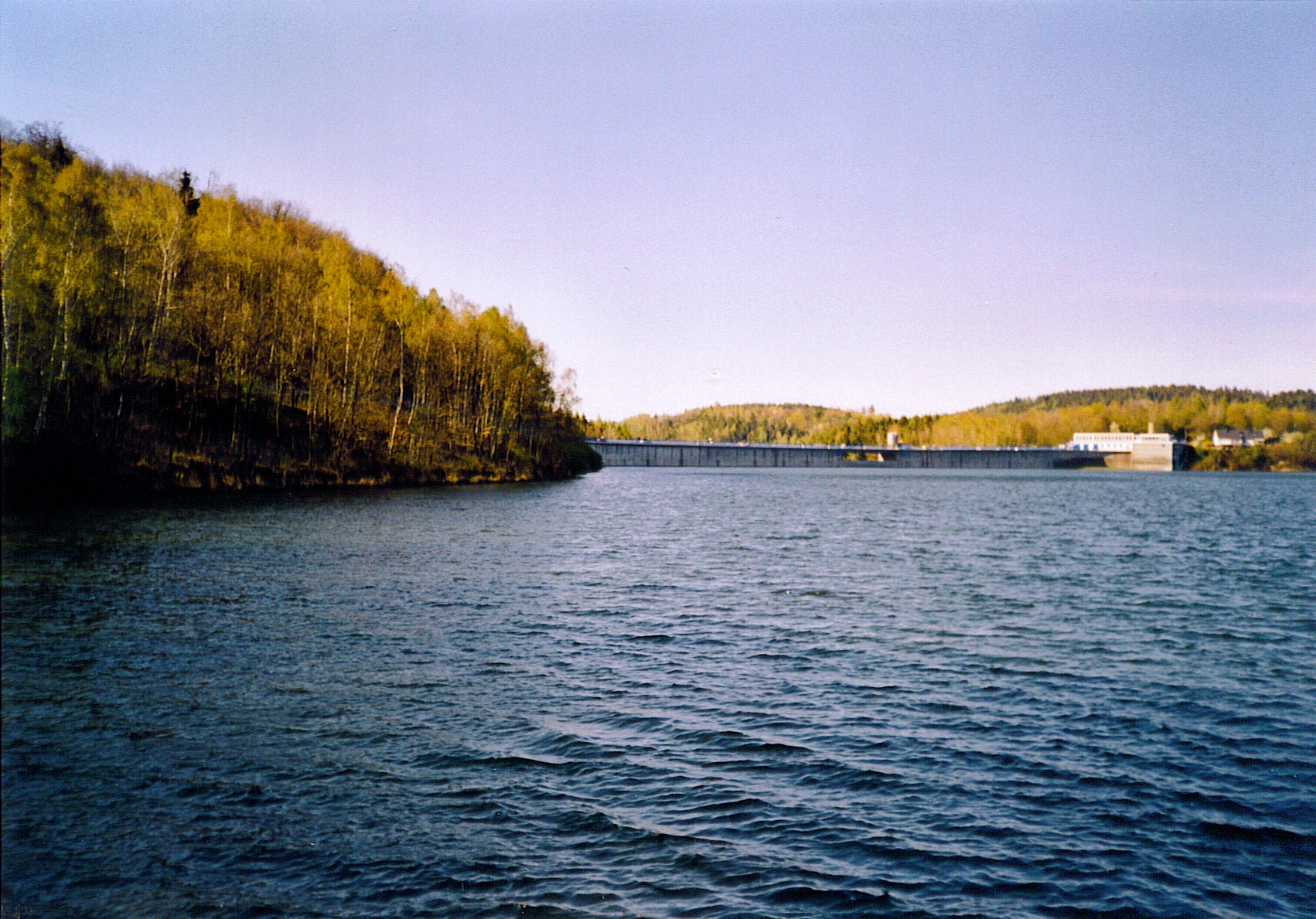
Barrage de Pöhl

La barrage de Pöhl, construite entre 1956 et 1964, avec son lac se trouve pour la plupart sur le territoire de la commune.